# Veprecula scala
Veprecula scala é uma espécie de gastrópode do gênero Veprecula, pertencente a família Raphitomidae.